# Warszawskie Koło Intelektualistów
Warszawskie Koło Intelektualistów – przedwojenna organizacja racjonalistów i wolnomyślicieli powołana uchwałą zarządu głównego Polskiego Związku Myśli Wolnej z dnia 27 czerwca 1930 jako swoista elita intelektualna tej największej przedwojennej organizacji wolnomyślicielskiej. Był to nurt prozachodni, który zarazem dystansował się od nurtu „proletariackiego” w łonie polskiego wolnomyślicielstwa, jak określił go ks. Skrudnik: „prawy odłam bezbożników polskich”.
Według statutu, celem Koła Intelektualistów było „pogłębienie teoretyczne zasad myśli wolnej i stworzenie ośrodka, dokoła którego zgrupowaliby się intelektualiści-wolnomyśliciele z całego kraju”. Wzorem organizacyjnym koła była francuska Unia Racjonalistyczna – związek, „który postawił sobie za zadanie szerzenie ducha nauki i metody naukowej”.
Prezesem Warszawskiego Koła Intelektualistów został Tadeusz Kotarbiński, sekretarzem – Helena Maurizio, zaś skarbnikiem – Józef Landau.
Organem Koła był miesięcznik „Racjonalista”.